# Бошко Шиљеговић
Бошко Шиљеговић (Мирковац, код Босанске Дубице, 6. мај 1915 — Београд, 2. март 1990) био је учесник Народноослободилачке борбе, генерал-пуковник ЈНА, друштвено-политички радник и народни херој Југославије.

## Биографија
Рођен је 6. маја 1915. године у селу Мирковцу, код Босанске Дубице. Био је најмлађи, девети, син свештеника Благоја Шиљеговића. Основну школу је завршио у Међувођу и Дворишту, а гимназију у Приједору и Бањој Луци.
У бањалучкој учитељској школи се повезао са члановима, Комунистичке партије Југославије (КПЈ) и Савеза комунистичке омладине Југославије (СКОЈ), и заједно са Милошем Поповићем и Слободаном Кокановићем био један од водећих бораца за ученичка права. После сукоба са директором био је избачен из школе, а био му је и забрањен упис у учитељску школу у Пакрацу. Уписао се у карловачку учитељску школу из које је убрзо избачен због учешћа у ученичком штрајку. После завршене учитељске школе у Неготину, уписао се на Филозофски факултет у Скопљу. Али је септембра 1940. године, због учешћа у студентском штрајку, морао да прекине студије и врати се у родни крај, под Козару. Септембра 1940. године примљен је у чланство Комунистичке партије Југославије и постао секретар партијске ћелије у Међувођу.
Послије саветовања у Орловцима, на Козари, одржаног 25. јула 1941. године под руководством Ђуре Пуцара Старог, бунтовно Кнежпоље се покренуло и слило у устаничку матицу. Заједно са, осталим члановима КПЈ, Николом Лукетићем, Милошем Шиљеговићем и Драгојем Миљатовићем Шварцом успео је да савлада устаничку стихију и организује положај према Босанској Дубици. Од тада, па све до краја 1943. године, Бошко се налазио у средишту борбе народа Босанске крајине.
Био је, заједно са др Младеном Стојановићем, иницијатор састанка на Кнежици, 15. августа 1941. године, на којем је одлучено да се укину фронтови и формирају покретне партизанске јединице. Био је први политички комесар Друге партизанске чете, а касније и Другог крајишког партизанског одреда. Током септембра и октобра 1941. године организовао је војно-политичку обуку и учествовао у побједоносним акцијама козарских партизана на Подградце, Мраковицу, Приједор и Љубију. Као члан Обласног комитета КПЈ за Козару, значајно је допринео политичкој активизацији народа под Козаром.
У вријеме велике офанзиве на Козари, јуна 1942. године, затекао се, са тек формираном Првом крајишком бригадом, и као члан Оперативног штаба за Босанску крајину, усмеравао њена дејства према Босанском Новом, Добрљину, Костајници и Босанској Дубици, због олакшавања тешког положаја опкољеног Другог крајишког одреда. Када је 22. септембра 1942. године формирана Пета крајишка козарачка бригада, Бошко је постављен за политичког комесара. Са Јосипом Мажаром Шошом, командантом бригаде, успео је поново, да из непријатељског обруча око Козаре, извуче бригаду и новембра 1942. учествује у бихаћкој операцији.
Уласком Пете крајишке ударне бригаде, у састав Четврте крајишке дивизије, Бошко је изабран за члана Окружног комитета КПЈ за Босанску крајину. У тешким условима, после непријатељске офанзиве на Грмечу, радио је на развоју и учвршћивању народне власти и партијских организација.
Маја 1943. године поново се вратио у јединицу и постављен је за политичког комесара Четврте крајишке дивизије, коју је провео кроз жестоке окршаје на Гламочу и Цазинској крајини, Мркоњић-Граду и Санском Мосту, а после капитулације Италије у Далмацији, око Сиња, Сплита, Ливна и Купреса.
Јануара 1944. године Бошко је постављен за политичког комесара Осмог далматинског корпуса, који је, у прољеће исте године, под командом Влада Ћетковића, извршио десантне операције на Мљет, Корчулу, Брач и Шолту, чиме је почело дефинитивно ослобођење Далмације (види Десант 26. дивизије на Корчулу). Са Четвртом армијом, као њен политички комесар, којом је командовао Петар Драпшин, учествовао је у завршним операцијама за ослобођење Лике, Горског котара, хрватског и словеначког приморја, Истре и Трста.
У току Народноослободилачког рата, био је већник Другог заседања АВНОЈ-а и већник ЗАВНОБиХ-а.

### Послератна каријера
После ослобођења Југославије, наставио је професионалну војну каријеру у Југословенској народној армији (ЈНА). Завршио је Вишу војну академију ЈНА и вршио је разне одговорне дужности. Био је начелник Војноисторијског института, главни уредник првог издања „Војне енциклопедије“, начелник Политичке управе ЈНА, шеф Кабинета Врховног команданта маршала Тита и др. Године 1963. је демобилисан и преведен у резерву у чину генерал-пуковника ЈНА.
Више пута је биран за народног посланика Савезне скупштине, а био је и члан Спољнополитичког одбора Савезне скупштине. На Седмом (1958) и Осмом конгресу СКЈ (1964) биран је за члана Централног комитета СКЈ, а на Деветом конгресу, одржаном 1969. године, за члана Председништва Савеза комуниста Југославије.
Био је члан југословенске делегације на конгресу Комунистичке партије Француске 1964. у Паризу. Том приликом добио је слику Пабла Пикаса која се чува у Козарској Дубици.
Заједно са Војом Тодоровићем, био је уредник првог издања Војне енциклопедије (1958—1969). Његов рођени брат, Милош Шиљеговић, такође је био један од познатијих партизанских команданата и генерал-мајор.
Умро је 2. марта 1990. у Београду, а сахрањен је на сеоском гробљу у родном месту.
Носилац је Партизанске споменице 1941. и других страних и југословенских одликовања, међу којима су - Орден ратне заставе и Орден партизанске звезде са златним венцем. Орденом народног хероја одликован је 20. децембра 1951. године.

## Легат библиотека "Бошко Шиљеговић"
У одјељењу завичајне збирке смјештена је Легат библиотека „Бошко Шиљеговић“. То је вриједна збирка библиотечке грађе у којој се налази 2.372 монографске публикације, 2390 серијских публикација, 2 умјетничке слике, 46 умјетничких графика, албум са 27 поштанских марака, 6 албума са 213 фотографија и Плакета АВНОЈ-а.
Бошко Шиљеговић је уз књиге библиотеци поклонио и двије умјетничке слике и четрдесет шест графика од којих је највриједнија графика Глава мушкарца (Аутопортрет) сликара Пабла Пикаса. Пикасову графику Бошко Шиљеговић је добио као шеф делегације Комунистичке партије Југославије на конгресу Комунистичке партије Француске у мају 1964. године. У збирци се још налази шест албума са 213 фотографија и Плакета АВНОЈ-а коју је Бошко добио као учесник Другог засједања АВНОЈ-а у Јајцу 1943. године.
У књижном фонду легата налазе се вриједна и ријетка дјела из различитих научних области и велики број енциклопедија од којих су најважније Народна енциклопедија српско-хрватско-словеначка у четири тома Станоја Станојевића из 1929. године и Хрватска енциклопедија у четири тома од којих је четврти том штампан 1942. године за вријеме НДХ. У овом дијелу фонда значајан је први том првог издања Војне енциклопедије у коме је Бошко Шиљеговић био главни и одговорни уредник. Највише наслова у збирци има из области историје и других друштвених наука. Бошко Шиљеговић је као истакнута друштвено-политичка личност сарађивао са многим политичарима и другим друштвеним радницима од којих је добијао књиге са посветама. Једно вријеме Бошко Шиљеговић је био Шеф кабинета Врховног команданта Јосипа Броза Тита и сусретао се са истакнутим државницима. Амерички Државни секретар Хенри Кисинџер поклонио је Бошку своју књигу са посветом „Обновљени свијет“. Књигу са посветом поклонио му је и Предсједник Сјеверне Кореје Ким Ил Сунг. У збирци легата налази се 90 наслова из области умјетности и 700 наслова из свјетске и српске књижевности. У фонду серијских публикација најважнији наслови су: Савременик, Путеви, Израз, Филмска култура, Преглед, Мост, Енциклопедија модерна, Трећи програм и други.